# 巴德福勒当斯
巴德福勒当斯（法語：Badefols-d'Ans，法語發音：[badfɔl dɑ̃s]）是法国多尔多涅省的一个市镇，位于该省东部，属于萨拉拉卡内达区。

## 地理
巴德福勒当斯（45°13'48"N, 1°11'51"E）面积18.34 平方千米，位于法国新阿基坦大区多爾多涅省，该省份为法国西南部内陆省份，是法國本土面积第三大的省，大致对应佩里戈尔地区，北起顺时针与夏朗德省、上维埃纳省、科雷兹省、洛特省、洛特-加龙省、吉倫特省和滨海夏朗德省接壤。
与巴德福勒当斯接壤的市镇（或旧市镇、城区）包括：布瓦瑟伊、卢伊尼亚克、沙特尔、库茹尔、欧特福尔、纳亚克、泰洛特、维拉克。
巴德福勒当斯的时区为UTC+01:00、UTC+02:00（夏令时）。

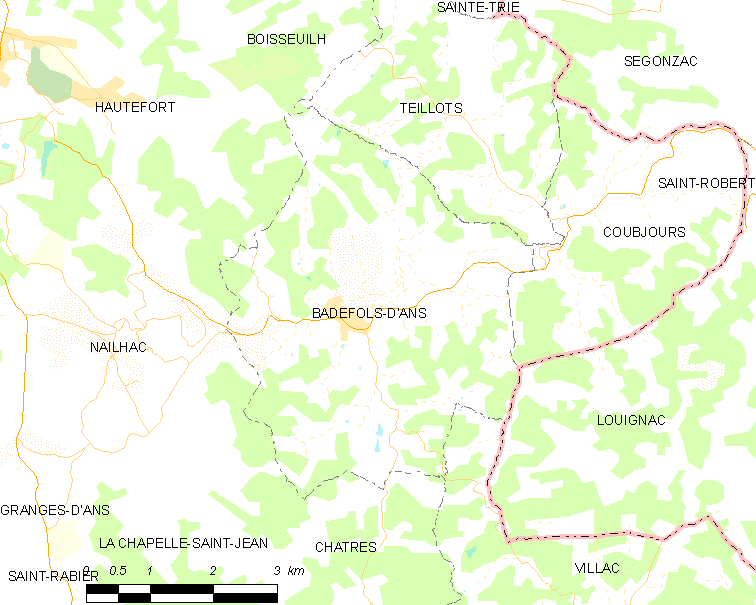
巴德福勒当斯的OSM定位图

## 行政
巴德福勒当斯的邮政编码为24390，INSEE市镇编码为24021。

## 政治
巴德福勒当斯所属的省级选区为上黑色佩里戈尔县。

## 人口

1962-2008年间巴德福勒当斯人口变化图示

巴德福勒当斯于2022年1月1日时的人口数量为410人。

## 交通
多尔多涅省省道D62线和D71线在境内交汇。